# Linh dương lau sậy Bohor
Linh dương lau sậy Bohor (Redunca redunca) là một loài động vật có vú trong họ Bovidae, bộ Artiodactyla. Loài này được Pallas mô tả năm 1767.
Đây là loài bản địa trung bộ châu Phi, phần lớn sinh sống ở đồng cỏ gần nước.
Nó có bộ lông vàng đến nâu xám. Phía dưới màu trắng, có vài dải tối ở phía trước mỗi chân trước, một vòng khuyên long quanh mắt và dọc theo môi, hàm dưới và họng trên. Con đực có cổ dày và một cặp sừng ngắn và chắc vươn về phía sau từ trán. Sừng dài khoảng 25–35 cm (9,8–13,8 in). Con đực cân nặng 43–65 kg (95–143 lb), còn con cái cân nặng 35–45 kg (77–99 lb). Tuổi thọ có thể 10 năm.

## Hình ảnh

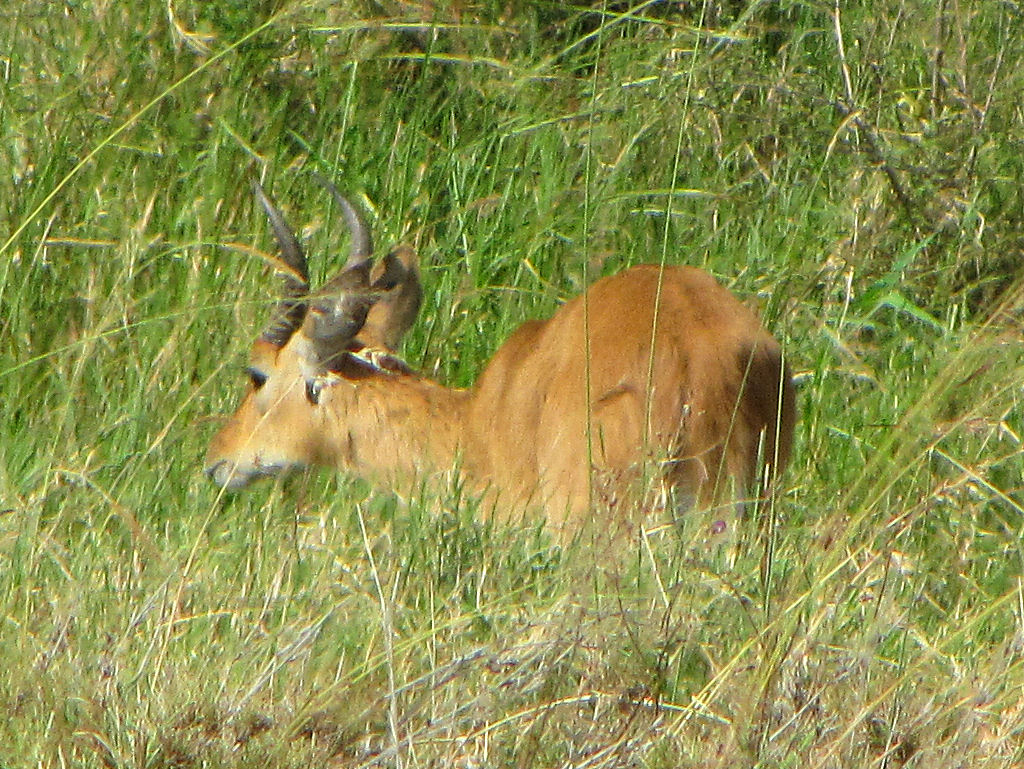
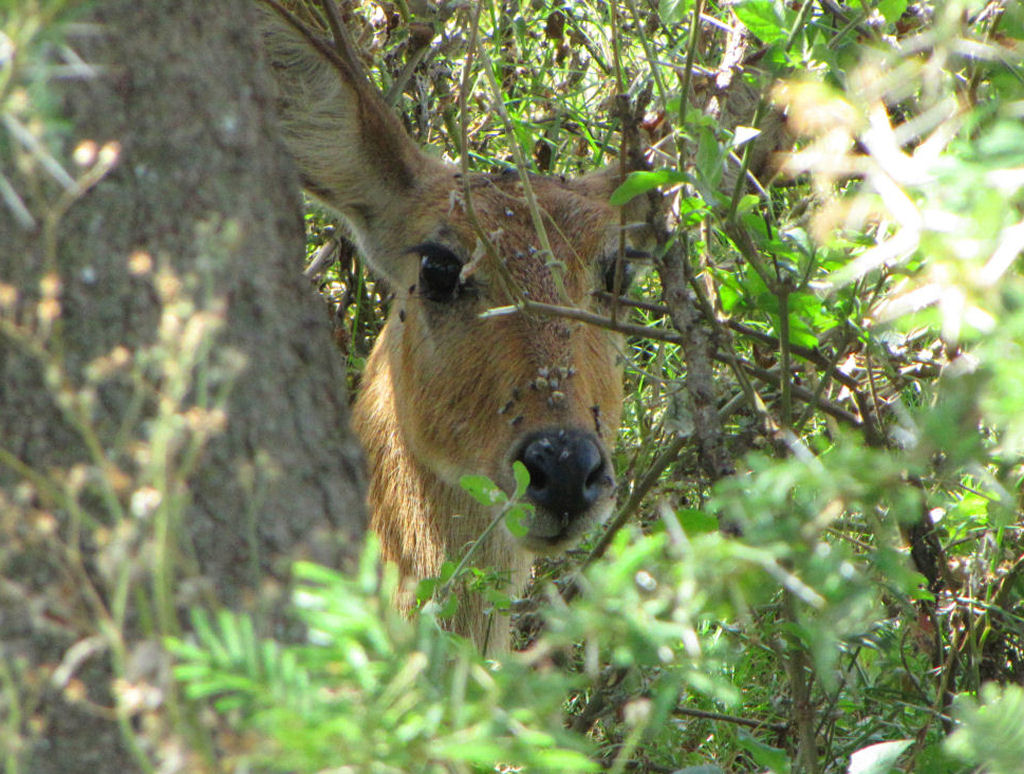
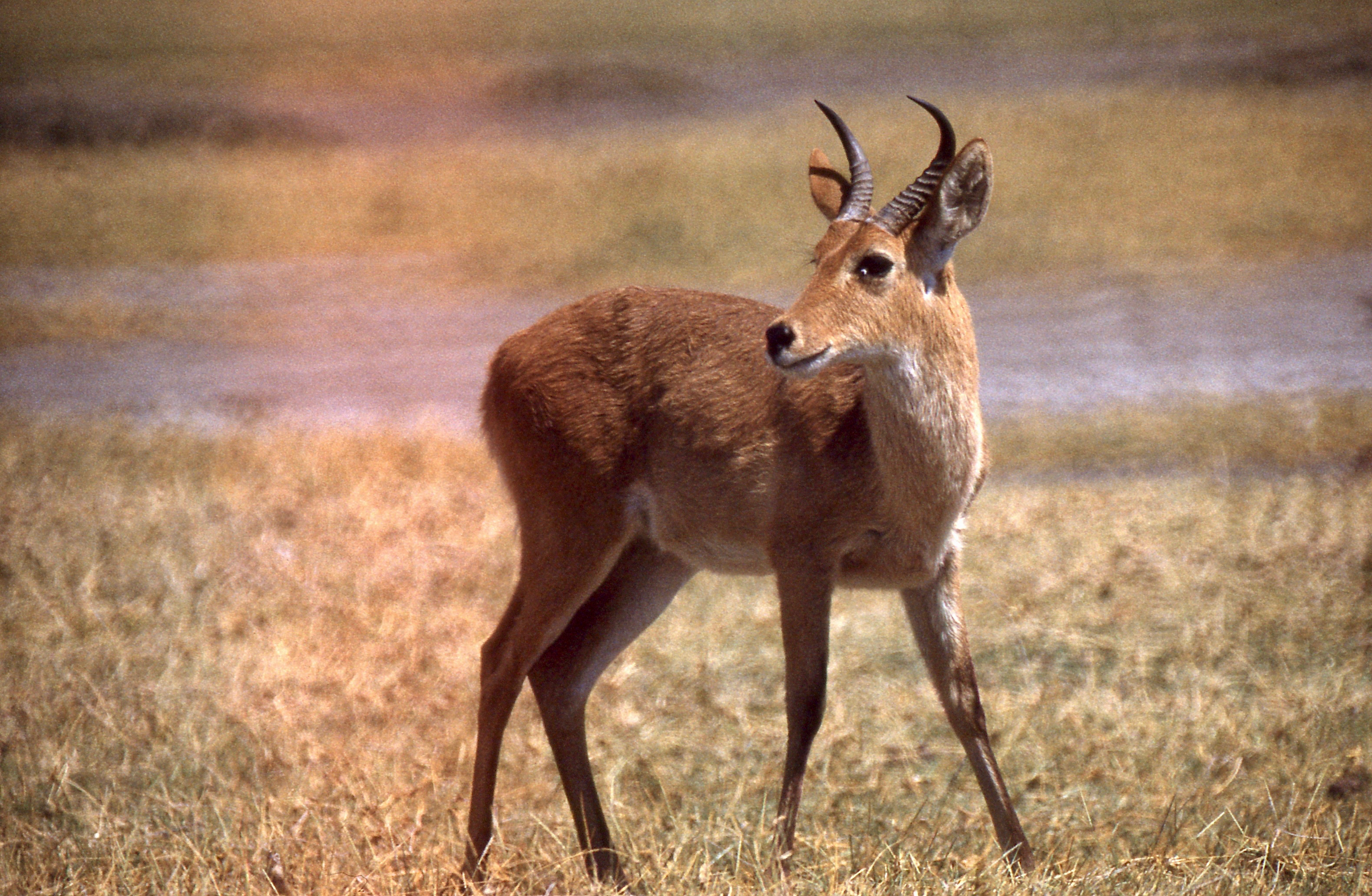
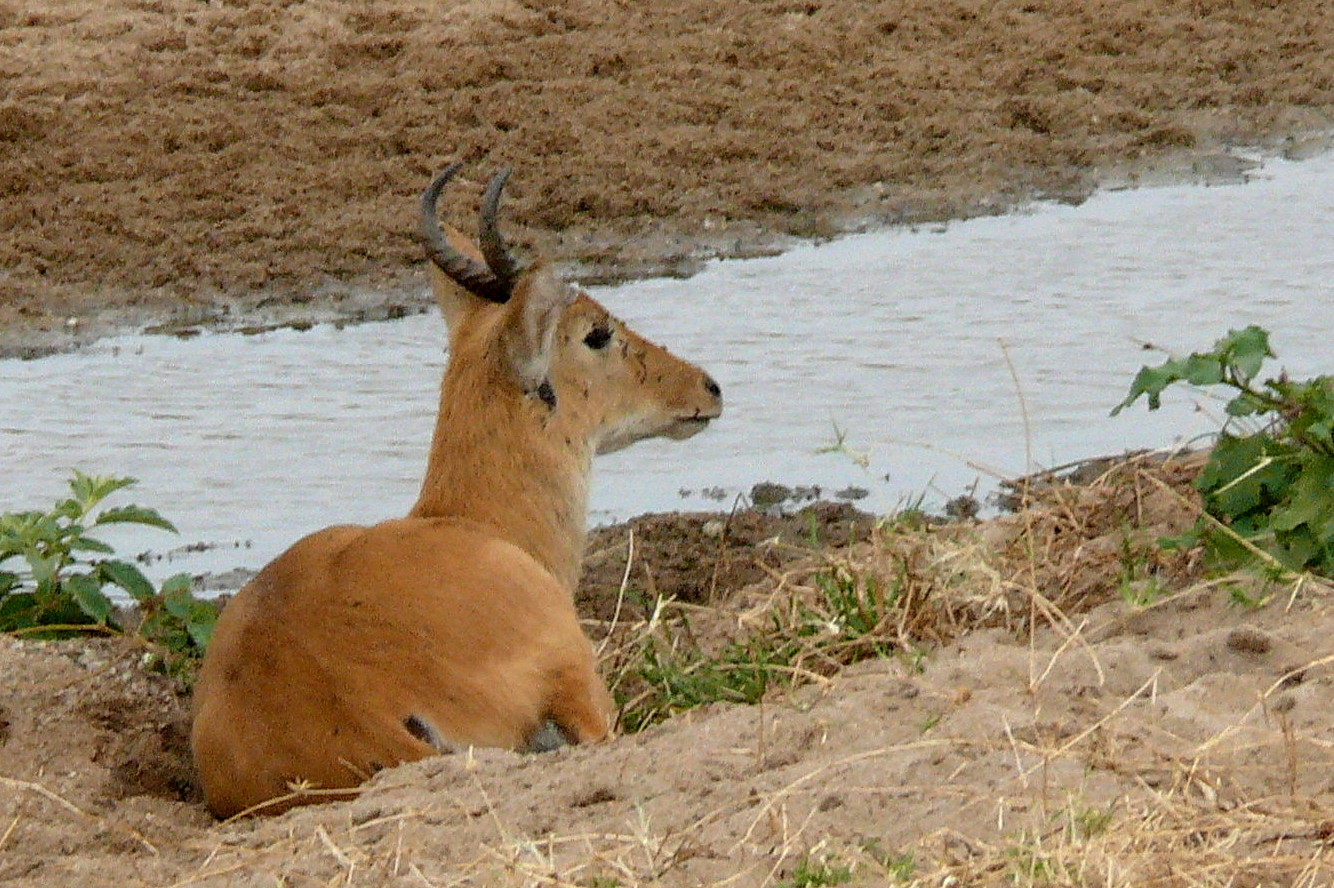